# Angeläget med Adaktusson
Angeläget med Adaktusson är ett aktualitets- och nyhetsprogram som sänds i TV8 under våren 2010. Programmet produceras av Strix Television. Programledare är Lars Adaktusson. 
Programmets upplägg har hämtat inspiration ifrån Crossfire i den amerikanska tv-kanalen CNN, där hela sändningen kretsar kring en enda aktuell gäst. Gästens medverkan kommenteras sedan av två kända opinionsbildare och specialister.
En av de inbjudna gästerna var Sverigedemokraternas partiledare Jimmie Åkesson. Andra gäster: Bland andra finansminister Anders Borg (M), EU-kommissionär Cecilia Malmström (FP), Sverker Göranson (ÖB),  LO-ordföranden Wanja Lundby-Wedin, SEB:s vd Annika Falkengren och Centerpartiets partiledare Maud Olofsson. 
Seriens fjärde program, som sändes den 23 mars 2010, gav upphov till en mediedebatt där Lars Adaktusson fick kritik för sin intervju med den före detta chefsåklagaren Christer van der Kwast. Programmet handlade om den omdiskuterade utredningen rörande Thomas Quick, som van der Kwast ledde och som låg till grund till att Quick dömdes för sammanlagt åtta mord.